# Rokytnice (Kryštofovo Údolí)

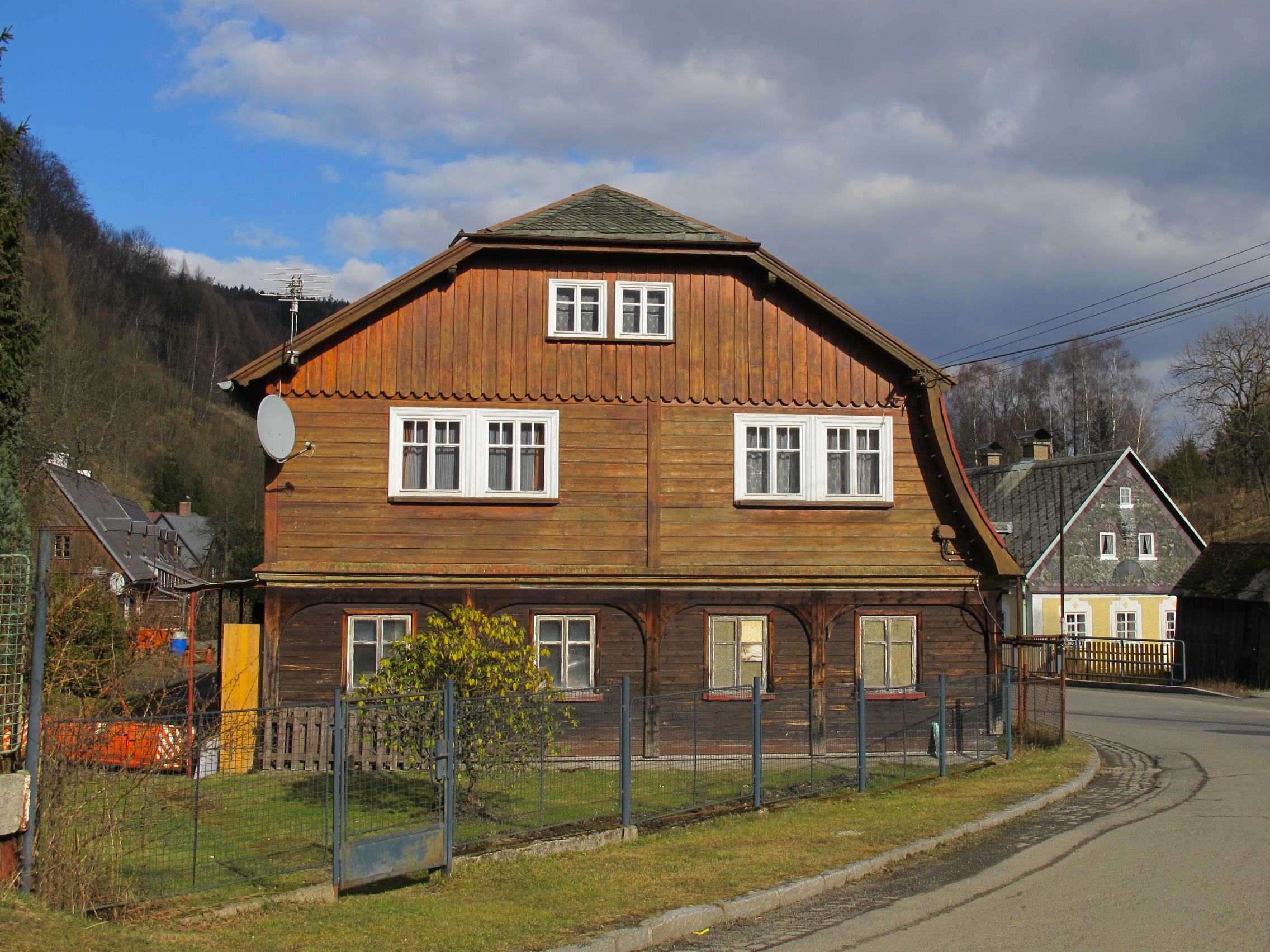
Rokytnice

Rokytnice (deutsch Eckersbach) ist eine Ortslage der Gemeinde Kryštofovo Údolí in Tschechien. Sie liegt acht Kilometer westlich des Stadtzentrums von Liberec und gehört zum Okres Liberec.

## Geographie
Rokytnice befindet sich am Unterlauf der Rokytka (Eckersbach), auch als Údolský potok bezeichnet im Nordwesten des Jeschkengebirges. Nordöstlich liegt über dem Neißetal die Ruine der Burg Hamrštejn. Nördlich erhebt sich die Koppe Na Spáleném (Am Brand), im Nordosten der Hamrštejn (375 m), südlich der Spálený vrch (Brandstein, 660 m) und im Nordwesten Velký Vápenný (Großer Kalkberg, 790 m) und Dlouhá hora (Langer Berg, 748 m). Südlich des Dorfes führt die Bahnstrecke Liberec – Česká Lípa durch den Rehbergtunnel und östlich durch den Burggrafentunnel.
Nachbarorte sind Panenská Hůrka und Andělská Hora im Norden, Hamrštejn und Machnín im Nordosten, Karlov pod Ještědem im Osten, Ostašov und Horní Suchá im Südosten, Kryštofovo Údolí im Süden, Zdislava im Westen sowie Na Rozkoši im Nordwesten.

## Geschichte
Der Ort entstand in einem linken Seitental der Neiße am Eckersbach. Erstmals urkundlich erwähnt wurden die sich entlang des Baches befindlichen Siedlungen Eckersdorf und Holundergrund 1518 als Besitz des Landvogtes der Oberlausitz Wilhelm von Ilburg und Teil der Herrschaft Lämberg. Zu dieser Zeit erfolgte in den Wäldern am Eckersbach Bergbau auf Silber und Blei, der vor 1750 eingestellt wurde. 1528 erteilte Wilhelm von Ilburg eine Bergfreiheit für Holundergrund und Eckersdorf. 1581 kaufte Heinrich von der Berka und Duba die Herrschaft Lämberg. Dabei wurde auch das Hammerwerk in Eckersbach erwähnt. Zusammen mit Kriesdorf wurde Eckersbach unter Nikolaus II. von Dohna von Lämberg abgetrennt und an die Herrschaft Grafenstein angeschlossen. Nach dessen Sohn Christoph von Dohna erhielt das Tal den Namen Christophsgrund, wobei bis ins 20. Jahrhundert zwischen Eckersbach und Holundergrund unterschieden wurde.
1826 errichteten die Reichenberger Unternehmer Siegmund und Neuhäuser unterhalb von Eckersbach an der Neiße bei Hammerstein eine Textilfabrik. Nach der Aufhebung der Patrimonialherrschaften bildete Eckersbach / Ekerspach einen Ortsteil der Stadt Kratzau im Bezirk Reichenberg. Zwischen 1852 und 1858 entstand die Kaiserstraße von Kratzau nach Oschitz. In den Jahren von 1856 bis 1859 wurde die Eisenbahn von Reichenberg nach Zittau gebaut und bei der Ruine Hammerstein ein Viadukt errichtet. Im Jahre 1900 wurde die Strecke der Nordböhmischen Transversalbahn vollendet, mit der Christofsgrund an das Eisenbahnnetz angeschlossen wurde. Dabei wurden im Tal des Eckersbaches mehrere Tunnel vorgetrieben und Viadukte errichtet. Ab 1920 wurde der tschechische Name des Dorfes in Rokytnice geändert und es wurde nach Engelsberg / Andělská Hora eingemeindet. Infolge des Münchner Abkommens wurde Eckersbach 1938 dem Deutschen Reich zugeschlagen und gehörte bis 1945 zum Landkreis Reichenberg. Nach Kriegsende erfolgte die Vertreibung der Deutschen. In dieser Zeit verlor der Ort den Status eines Ortsteiles und wurde Kryštofovo Údolí zugeschlagen. Bis 1960 gehörte Rokytnice zum Okres Liberec-okolí und danach zum Okres Liberec. Von 1980 bis 1990 war das Dorf nach Chrastava eingemeindet.

## Sehenswürdigkeiten
- Eisenbahnviadukte und Tunnel, erbaut 1898–1900
- zahlreiche mit Schiefer verkleidete Umgebinde- und Fachwerkhäuser